# Paper Mario
Paper Mario (übersetzt: Papier-Mario) ist ein Videospiel für die Spielkonsole Nintendo 64, das zum Genre der Rollenspiele und Jump ’n’ Runs gehört. Entwickelt wurde das Spiel von Intelligent Systems, einem internen First-Party-Spieleentwickler der Firma Nintendo.
Der Spieler übernimmt die Figur Mario und muss die Prinzessin Peach vor dem Bösewicht Bowser retten. Als besonders an dem Spiel wird der Grafikstil angesehen und die Tatsache, dass die Figuren aus Papier in einer dreidimensionalen Welt bestehen. Die Papierthematik spielt eine große Rolle im Spiel und beeinflusst Aufgaben wie auch die Spielhandlung.
In Japan erschien das Spiel im Jahre 2000 unter dem Namen Mario Story (japanisch マリオストーリー, wörtlich: Mario-Geschichte), 2001 schließlich in Nordamerika und Europa. Paper Mario ist das erste Mario-Rollenspiel, das in Europa, und das zweite, das in Japan und Nordamerika erschienen ist. Mit Paper Mario: Die Legende vom Äonentor, Super Paper Mario, Paper Mario: Sticker Star, Paper Mario: Color Splash und Paper Mario: The Origami King sind bisher fünf Nachfolger der Paper-Mario-Serie erschienen.

## Handlung
Die Handlung dreht sich um Mario, der im sogenannten Pilzkönigreich lebt. Bowser, der König der Koopas, dringt in die Sternenzuflucht, die hoch über den Wolken schwebende Heimat des Volkes der Sterne, ein. Dort reißt er mithilfe von Kammy Koopa, seiner Gehilfin, die Macht des Sternenstabs an sich und verbannt damit die 7 großen Sterne in Karten.
An dieser Stelle beginnt die eigentliche Handlung: Mario und sein Bruder Luigi erhalten von Peach, der Prinzessin des Pilzkönigreichs, einen Brief, der sie zu ihrer Party in ihrem Schloss einlädt. Dort angekommen, wird während der Party die Prinzessin durch Bowser mitsamt dem Schloss entführt, das aus dem Boden herausgerissen und per Luftschiff abtransportiert wird. Dabei wirft Bowser Mario aus dem bereits fliegenden Schloss durch das Fenster hinaus. Mario segelt daraufhin bewusstlos auf eine kleine Lichtung mitten in einem Wald. Dort wird er gefunden und in ein Dorf transportiert. Noch bewusstlos, erscheint der älteste der 7 großen Sterne Mario im Traum und bittet ihn, zum Sternenschnuppen-Gipfel zu kommen.
Am Sternenschnuppen-Gipfel angekommen, erscheinen Mario die 7 Sterne um Hilfe bittend und ihm wird die Aufgabe übertragen, die großen Sterne zu retten, da Bowser sich die Macht des Sternenstabs angeeignet hat und die Sterne in verschiedenen Gebieten des Pilzkönigreichs festhält. Die Sterne erklären Mario, dass er nur mithilfe der kombinierten Kraft der Sterne einen Pfad zu dem schwebenden Schloss erschaffen und gegen Bowser im Kampf bestehen könne. Mario zieht daraufhin los und befreit die großen Sterne.
Nachdem Mario alle 7 Sterne befreit hat, ist die Kraft der Sterne groß genug, um einen Pfad zu Bowsers schwebendem Schloss zu erschaffen. Im Schloss kommt es zum finalen Kampf zwischen Mario und Bowser, woraufhin Mario Bowser besiegt und Prinzessin Peach befreien kann.

## Spielmechanik
Das Spiel ist ein rundenbasiertes Rollenspiel, das zwei- und dreidimensionale Elemente miteinander kombiniert. Die Spielwelt ist dreidimensional, während die Figuren und Objekte zweidimensional sind und aus Papier bestehen. Im Spiel ist dies ein wichtiges Spielelement, auf dem viele Rätsel und Animationen aufbauen. Ziel des Spiels ist es, die 7 großen Sterne aus 7 verschiedenen Gebieten zu befreien und den letzten Endgegner namens Bowser zu besiegen. Dazu muss der Spieler Spielareale erkunden, Rätsel lösen, die Spielfigur stärker machen und dazu gegen Feinde kämpfen.
Mario trifft während des Abenteuers acht verschiedene Partner, die ihn begleiten. Diese helfen Mario beim Lösen von Rätseln und stehen ihm in den Kämpfen bei. Jeder Partner stammt von einem anderen Volk im Spiel ab und besitzt jeweils eigene Fähigkeiten, die nur dieser beherrscht.
Nach jedem Kapitel, das Spiel ist in acht plus Prolog und Epilog unterteilt, übernimmt der Spieler für kurze Zeit die Rolle der Prinzessin Peach. Diese besitzt keine Kampffähigkeiten und kann daher nicht direkt mit Gegnern kämpfen, sondern muss an diesen vorbeischleichen. Die Missionen für diese Spielabschnitte sind aus diesem Grund hauptsächlich für Schleich-Einlagen konzipiert und ähneln in einigen Punkten Stealth-Computerspielen.

### Spielwelt
Die Spielwelt besteht thematisch aus 7 verschiedenen Gebieten, wie zum Beispiel einer Stadt, Dörfern, Bergen, einer Wüste, Insel, Wäldern und einer Spielzeugwelt in einer Kiste. Diese sind alle fiktiv und sehr comichaft gehalten. Die Gebiete sind klar voneinander abgegrenzt und sind nur durch kurze Wege miteinander verbunden. Die Spielwelt außerhalb der Städte und Dörfer wird von Kreaturen bevölkert, die Mario feindlich gesinnt sind. Der Spieler erhält meist nur durch den Abschluss eines Kapitels oder einer Aufgabe Zugang zu weiteren Bereichen.

### Kämpfe
Sobald Mario in das Sichtfeld einen Gegners tritt, versucht dieser, Mario anzugreifen. Bei Kontakt mit dem Gegner wechselt das Geschehen in eine Art Arena. Dort muss Mario gegen die Gegner in rundenbasierten Kämpfen antreten. Außerhalb der Kämpfe ist immer nur ein Gegner einer Gegnergruppe zu sehen. Daher sieht der Spieler die tatsächliche Anzahl an Gegnern erst in der Kampfarena. Jede Figur ist in einer bestimmten Reihenfolge, abhängig von verschiedenen Faktoren, an der Reihe. Der Spieler besitzt dabei die Kontrolle über die Aktionen von Mario und dessen aktuellem Partner. Der Spieler hat, wenn er an der Reihe ist, die Möglichkeit zwischen einem Angriff mit dem Hammer, Angriff per Sprung auf den Gegner, Einsatz von Items und Fluchtversuch aus dem Kampf. Im Laufe des Spiels erhält Mario außerdem die Möglichkeit, eine der verschiedenen Fähigkeiten, der von ihm bereits befreiten großen Sterne, einmal pro Kampfzug einzusetzen. Ist der Partner von Mario an der Reihe, wählt der Spieler ebenfalls den gewünschten Angriff aus. Die Art der Angriffe sind aber von den jeweiligen speziellen Fähigkeiten des Partners abhängig.
Timing ist ein wichtiges Element in den Kämpfen. Durch geschicktes Timing beim Drücken von bestimmten Tasten kann der Schaden, der durch Mario oder seinen Partner an den Gegnern verursacht wird, gesteigert werden. Auf diese Weise kann auch der Schaden, der durch die Gegner an Mario oder seinem Partner verursacht wird, vermindert werden.

### Rollenspielelemente
Der Spieler erhält nach den Kämpfen sogenannte Sternenpunkte, die in der Anzahl je nach Stärke des Gegners und Marios variieren. Diese können bei erreichen von jeweils 100 Sternenpunkten in den Ausbau der Fähigkeiten investiert werden. Diese Fähigkeiten umfassen die Lebenspunkte, Blumenpunkte (Angriffspunkte), die zum Ausführen von Spezialattacken notwendig sind, und Ordenspunkte. Letztere sind nötig, um weitere Orden anlegen zu können. Orden verleihen Mario spezielle Eigenschaften und Fähigkeiten. Jeder Orden benötigt eine spezielle Anzahl an freien Ordenspunkten, wodurch die Anzahl anlegbarer Orden stark begrenzt ist.
Die Art des Hammers beeinflusst die Stärke bei einer Hammerattacke. Während des Spiels können verschiedene Hämmer gefunden werden, die jeweils immer stärker als der Vorgänger sind. Der neue Hammer ersetzt daher immer den vorhandenen. Die Schuhe bestimmen die Angriffskraft bei einer Sprungattacke. Wie bei dem Hammer auch, werden im Lauf des Spiels weitere Schuhe gefunden, die stärker sind und die alten ersetzen.
Die Spezialfähigkeiten der einzelnen Partner kommen auch in den Kämpfen zum Tragen. Die Auswahl der Attacken, die Angriffskraft und die Lebenspunkte werden durch den Level des Partners bestimmt. Jeder Partner kann im Laufe des Spiels zweimal aufgelevelt werden. Dies geschieht mithilfe bestimmter Blöcke, die in der Spielwelt verteilt und versteckt sind. Jeder Block erlaubt nur eine Auflevelung eines Partners, wodurch weitere Blöcke zum weiteren Aufleveln gefunden werden müssen.

### Steuerung
Der Spieler kann Mario mithilfe des Analog-Sticks nach links, rechts, hinten und vorne bewegen. Außerdem kann er mit einer Taste Mario springen lassen. Die Kamera folgt Mario immer parallel zu ihm. Nur am Rand eines Abschnitts und in Häusern bleibt die Kamera fix stehen und wartet bis Mario den Bereich wieder verlassen hat. Im Kampf kommen zwei Tasten und der Analog-Stick zur Auswahl von möglichen Aktionen und zum Timing von Kampfhandlungen zum Einsatz.

## Technik
Die Bewegungen der Figuren werden über sogenannte Sprites dargestellt. Die Figuren sind so nur ein flaches Objekt, auf dem sich die Texturen ändern. Für jede Position der Figuren gibt es daher ein einzelnes Bild. Der Hintergrund und die Objekte im Spiel bestehen im Gegensatz zu den Figuren aus dreidimensionalen Polygonen.

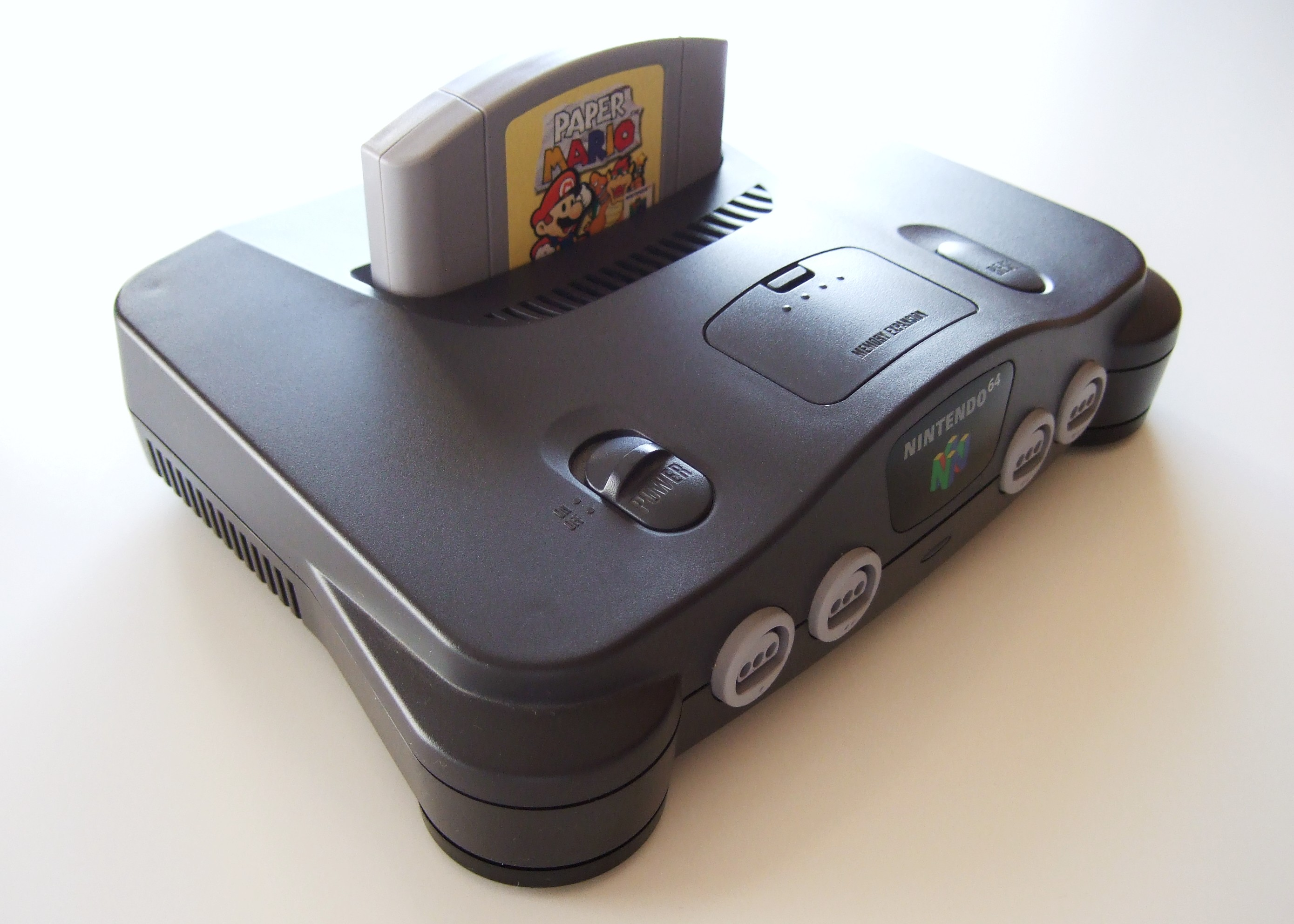
Spielmodul von Paper Mario in einem Nintendo 64

Das Spiel befindet sich auf einem 320 Mbit großen Modul. Der Spielfortschritt wird auf dem Spielmodul auf einem EEPROM-Speicherbaustein gesichert. Der Spielfortschritt kann dabei in einem der vier zur Verfügung stehenden Speicherplätze gesichert werden. Das optional erhältliche Rumble Pak wird von dem Spiel unterstützt und ermöglicht Vibrationsfeedback.

## Sound
Die Musikstücke wurden von Yuka Tsujiyoko komponiert. Dabei stützte sie sich auch auf Musikstücke aus den älteren Mario-Spielen, die von Koji Kondo komponiert wurden. Die Soundeffekte wurden von Taishi Senda kreiert. Das Spiel beinhaltet keine Sprachausgabe, die Charaktere werden beim Sprechen nur mit Geräuschen und Interjektionen unterlegt.
Im Jahr 2000 erschien der Soundtrack zum Spiel mit 2 CDs mit 78 Musikstücken. Dieser wurde von der Firma Enterbrain produziert, und von der japanischen Spielezeitschrift Famitsu vertrieben.

## Entwicklung und Vertrieb
Paper Mario wurde von dem Spieleentwickler Intelligent Systems entwickelt. Als leitende Directors waren Toshitaka Muramatsu, Takahiro Ohgi und Hironobu Suzuki tätig. Das Drehbuch wurde von Kumiko Takeda und Kaori Aoki geschrieben. Zuständig für die visuelle Umsetzung als Art Director war Naohiko Aoyama. Als Supervisor agierte Takashi Tezuka, der bei den Nintendo-Entwicklerstudios Nintendo Entertainment Analysis & Development arbeitet und unter anderem auch für die Überwachung und Leitung von Mario-Spielen zuständig ist.
Ursprünglich sollte das Spiel Super Mario RPG 2 heißen – dies war aber nicht möglich, da der Spieleentwickler Square aufgrund des 4 Jahre früher erschienenen inoffiziellen Vorgängers Super Mario RPG: Legend of the Seven Stars ebenfalls Rechte an dem Namen besaß.
Paper Mario schaffte es, sich in der ersten Woche nach dem Release in Japan an die Spitze der Verkaufscharts zu setzen. Mehr als 276.000 Spiele wurden in diesem Zeitraum in Japan verkauft. Insgesamt wurden weltweit 1,38 Millionen Kopien des Spiels verkauft, wovon 180.000 Verkäufe auf Europa zurückgehen.

## Rezensionen

### Kritiken
Kritiker sehen das Spiel als eine Kombination aus klassischem Rollenspiel und den Mario-Spiel-üblichen Hüpfeinlagen.
Matt Casamassina der Website IGN lobte das Spiel für seinen einzigartigen Look und als eines der besten Rollenspiele überhaupt:

„Paper Mario is the best RPG for Nintendo 64, and moreover, a great entry into the genre versus any system. While the cute, simplified look of the game and its similarly colorful mascot characters may turn off those looking for a Final Fantasy killer, it'd be a huge mistake to pass this title up for that reason alone. For underneath its 2D surface, Paper Mario is a fantastically deep, intuitively designed, and wonderfully rewarding experience complete with enhanced takes on old-school turn-based fighting mechanics and a statistic system that would satisfy any RPG fanatic.
A must buy for Mario fans and RPG lovers alike. And if you've never played an RPG before, this is the perfect one to start with.“

„Paper Mario ist das beste Rollenspiel für das Nintendo 64 und darüber hinaus ein großartiger Einstieg in das Genre im Vergleich zu anderen Systemen. Während der süße, einfache Look des Spiels und seine bunten Maskottchen-ähnlichen Charaktere, diejenigen abschrecken könnten, die nach einem Final-Fantasy-Killer suchen, wäre es ein großer Fehler, dieses Spiel nur aus diesem Grund zu verpassen. Unter seiner 2D-Oberfläche ist Paper Mario fantastisch tief, intuitiv designt und eine wundervoll bereichernde Erfahrung, das, gemeinsam mit einem verbesserten Einsatz von rundenbasierten Old-School-Kampfmechaniken und einem Fähigkeiten-System, jeden Rollenspiel-Fanatiker zufriedenstellen würde.
Ein Muss für jeden Mario-Fan und Rollenspiel-Liebhaber gleichermaßen. Und falls man noch nie ein Rollenspiel davor gespielt hat, dann ist dies das perfekte Spiel, um damit anzufangen.“

Auch die Spielwebseite GameSpot sieht in Paper Mario ein Spiel, das beim Spielgefühl sich an frühere Rollenspielen orientiert. Der Autor Ben Stahl schrieb dazu, Paper Mario würde Nostalgie bei Fans älterer Rollenspiele aufkommen lassen und dabei zeige das Spiel, was Nintendo am besten machen könne, nämlich klassische und gute Videospiele. Die gutgemachten Papier-Effekte trügen zu dem Nostalgie-Effekt bei. Die Rollenspielelemente seien jedoch stark vereinfacht im Gegensatz zu anderen Rollenspielen, denn es gebe nur sechs wichtige entwickelbare Fähigkeiten.
Weiter stellt er auch typische Parallelen in der Story mit anderen Mario-Spiel fest. So beschreibt er den Handlungsverlauf mit der Entführung von Prinzessin Peach durch Bowser, als ein für Mario-Fans bekanntes Szenario. Nostalgie komme bei Fans außerdem auch durch die Charaktere auf, die bereits in anderen Mario-Spielen zu sehen waren und die sich genauso verhalten, wie man es von ihnen erwarten würde. Auch Bowser sei böse und durchtrieben wie eh und je, Mario der Held, sein Bruder Luigi spiele wie meist nur eine untergeordnete Rolle und Bowsers Schergen seien einfach nur verdreht.
Die Dialoge der Charaktere würden zu den besten gehören, die es jemals in einem Mario-Spiel bis dato gegeben hatte. Die Charaktere seien geistreich, und es gebe jede Menge von Insiderwitzen, die gemeinsam genial lustige Momente erschaffen würden.
Das Spiel beschreibt er als sehr ähnlich dem inoffiziellen Vorgänger Super Mario RPG und zieht Parallelen in der Spielmechanik. So sei die Trennung von der 3D-Oberwelt, auf der Mario sich bewegen kann und mit anderen Personen und Objekten interagieren kann, und der Kampf-Arena bereits im Vorgänger ein herausstechendes Merkmal gewesen.
Abschließend resümiert er, dass Paper Mario mit der Grafik, dem überragenden Sound und der soliden Spielmechanik ein hochqualitatives Spiel an allen Fronten sei. Das Spiel sei ein Must-Have für jeden Mario-Fan, und das leicht zugängliche Kampf-System macht es fesselnd für Rollenspiel-Fans und -Nicht-Fans gleichermaßen. Spiele dieses Kalibers seien leider inzwischen selten geworden, und es mache Paper Mario damit zu einem der letzten großen 2D-Mario-Spiele.

### Wertungen und Auszeichnungen
Die Wertungen fielen durchweg positiv aus. Die Medien-Datenbank Metacritic errechnete einen Durchschnitt der Wertungen von 93 %. Die Medien-Datenbank GameRankings berechnete aufgrund eines anderen Berechnungssystems einen Durchschnitt von 89 %.
Das Spiel wurde in einige Bestenlisten aufgenommen, wie unter anderem in der US-amerikanischen Zeitschrift Electronic Gaming Monthly unter die Top-100-Spiele aller Zeiten. In der US-amerikanischen Zeitschrift Nintendo Power schaffte es Paper Mario auf den 13. Platz der Top-Nintendo-64-Spiele und auf den 63. Platz der 200 besten Nintendo-Spiele.